# Platycythara
Platycythara is een geslacht van weekdieren uit de klasse van de Gastropoda (slakken).

## Soorten
- Platycythara curta (Dall, 1919)
- Platycythara elata (Dall, 1889)
- Platycythara electra (Dall, 1919)